# Łomianki Stare
Łomianki Stare (dawn. Łomianki) – osiedle w mieście Łomianki w województwie mazowieckim.
Do 1988 wieś sołecka. 1 stycznia 1989 prawie w całości (116,07 ha) weszła w skład nowo utworzonego miasta Łomianki.
Według stanu na dzień 31 grudnia 2008 roku posiada powierzchnię 44,12 ha i 1518 mieszkańców.
Obszarem osiedla jest obszar ograniczony:
- od zachodu granicą osiedla Łomianki Trylogia wzdłuż ulicy Włościańskiej,
- od północy granicą sołectwa Łomianki Chopina,
- od wschodu granicą osiedla Łomianki Pawłowo wzdłuż osi ulicy Wiślanej,
- od południa granicą osiedli Łomianki Górne i Łomianki Centralne wzdłuż ulicy Warszawskiej.

## Ważne miejsca
- Ochotnicza Straż Pożarna,
- Dom Kultury,
- Biblioteka Publiczna,
- Urząd Pocztowy.

## Ulice osiedla
- Bolesława Chrobrego
- Henryka Wieniawskiego
- Mieszka I
- Dąbrówki
- Aleksandra Fredry
- Spacerowa
- Szczęśliwa
- Gościńcowa
- Wiejska
- Rolnicza
- Warszawska
- Wiślana
- Szczytowa